# Ballspielverein Borussia 09 Dortmund 1968-1969
Questa voce raccoglie le informazioni riguardanti il Ballspielverein Borussia 09 Dortmund nelle competizioni ufficiali della stagione 1968-1969.

## Stagione
Nella stagione 1968-1969 il Borussia Dortmund, allenato da Oswald Pfau, Helmut Schneider e Hermann Lindemann, concluse il campionato di Bundesliga al 16º posto. In Coppa di Germania il Borussia Dortmund fu eliminato al primo turno dall'Eintracht Francoforte.

## Rosa
| N. |                     | Ruolo | Calciatore       |
| -- | ------------------- | ----- | ---------------- |
|    | Germania (bandiera) | P     | Klaus Günther    |
|    | Germania (bandiera) | P     | Bernhard Wessel  |
|    | Germania (bandiera) | D     | Rudi Assauer     |
|    | Germania (bandiera) | D     | Klaus Beckfeld   |
|    | Germania (bandiera) | D     | Klaus Brakelmann |
|    | Germania (bandiera) | D     | Friedhelm Groppe |
|    | Germania (bandiera) | D     | Wolfgang Paul    |
|    | Germania (bandiera) | D     | Gerd Peehs       |
|    | Germania (bandiera) | D     | Theodor Redder   |
|    | Germania (bandiera) | C     | Dietmar Erler    |
|    | Germania (bandiera) | C     | Hoppy Kurrat     |

| N. |                     | Ruolo | Calciatore       |
| -- | ------------------- | ----- | ---------------- |
|    | Germania (bandiera) | C     | Fritz Lehmann    |
|    | Germania (bandiera) | C     | Wilhelm Sturm    |
|    | Germania (bandiera) | C     | Horst Trimhold   |
|    | Germania (bandiera) | A     | Lothar Emmerich  |
|    | Germania (bandiera) | A     | Helmut Heeren    |
|    | Germania (bandiera) | A     | Sigfried Held    |
|    | Germania (bandiera) | A     | Josef Hofmeister |
|    | Germania (bandiera) | A     | Willi Neuberger  |
|    | Germania (bandiera) | A     | Walter Szaule    |
|    | Germania (bandiera) | A     | Werner Weist     |
|    | Germania (bandiera) | A     | Reinhold Wosab   |

## Organigramma societario
Area tecnica
- Allenatore: Hermann Lindemann
- Allenatore in seconda:
- Preparatore dei portieri:
- Preparatori atletici:

## Calciomercato

### Sessione estiva
| Acquisti | Acquisti      | Acquisti          | Acquisti |
| R.       | Nome          | da                | Modalità |
| -------- | ------------- | ----------------- | -------- |
| C        | Dietmar Erler | Arminia Bielefeld |          |
| A        | Helmut Heeren | Oldenburg         |          |
| A        | Walter Szaule | FSV Francoforte   |          |

| Cessioni | Cessioni          | Cessioni             | Cessioni |
| R.       | Nome              | a                    | Modalità |
| -------- | ----------------- | -------------------- | -------- |
| D        | Gerd Cyliax       | TuS Iserlohn         |          |
| D        | Horst Koschmieder | Borussia Dortmund II |          |
| A        | Stan Libuda       | Schalke 04           |          |
| C        | Aki Schmidt       | Jahn Ratisbona       |          |
| C        | Jürgen Weber      | Hertha Berlino       |          |

## Risultati

### Bundesliga

#### Girone di andata
| Arbitro: | Kreitlein |

|                   |           |                            |
| Kurrat 62’ (rig.) | Marcatori | 26’, 72’ Laumen 67’ Wimmer |

| Arbitro: | Siebert |

|             |           |              |
| Bandura 28’ | Marcatori | 43’ Emmerich |

| Arbitro: | Geng |

|                          |           |                                           |
| Lehmann 58’ Emmerich 64’ | Marcatori | 36’ Kentschke 67’ Windhausen 84’ Rehhagel |

| Arbitro: | Biwersi |

|                      |           |             |
| Patzke 66’ Reich 72’ | Marcatori | 33’ Assauer |

| Arbitro: | Riegg |

|                                 |           |            |
| Weist 2’ Neuberger 70’ Held 76’ | Marcatori | 87’ Schulz |

| Arbitro: | Ohmsen |

|                                           |           |               |
| Libuda 30’ Kasperski 31’, 48’ Erlhoff 34’ | Marcatori | 13’ Neuberger |

| Arbitro: | Ott |

|                        |           |                            |
| Sturm 1’ Neuberger 80’ | Marcatori | 31’ Ipta 78’ (rig.) Kröner |

| Arbitro: | Regely |

|             |           |          |
| Schämer 57’ | Marcatori | 67’ Held |

| Arbitro: | Tschenscher |

|                |           |            |
| Weist 17’, 82’ | Marcatori | 61’ Pavlić |

| Arbitro: | Heumann |

|                                          |           |                                     |
| Weiß 2’ Ulsaß 51’ Dörfel 58’ Gerwien 75’ | Marcatori | 36’ Emmerich 41’ Held 72’ Neuberger |

| Arbitro: | Spinnler |

|              |           |  |
| Emmerich 72’ | Marcatori |  |

| Arbitro: | Redelfs |

|                                        |           |              |
| Müller 23’, 39’ Brenninger 67’ Olk 74’ | Marcatori | 80’ Emmerich |

| Arbitro: | Siebert |

|                                 |           |                        |
| Erler 5’ Emmerich 22’ Sturm 57’ | Marcatori | 25’ Danielsen 31’ Rupp |

| Arbitro: | Ohmsen |

|  |           |          |
|  | Marcatori | 56’ Held |

| Arbitro: | Betz |

|               |           |             |
| Neuberger 69’ | Marcatori | 87’ Thielen |

| Arbitro: | Horstmann |

|                            |           |             |
| Held 30’, 86’ Emmerich 38’ | Marcatori | 52’ Küppers |

| Arbitro: | Schulenburg |

|                                                |           |                                    |
| Weida 47’, 54’ Koulmann 58’ (rig.), 73’ (rig.) | Marcatori | 9’ Lehmann 15’ Neuberger 84’ Wosab |

#### Girone di ritorno
| Arbitro: | Redelfs |

|              |           |  |
| Bleidick 78’ | Marcatori |  |

| Arbitro: | Wengenmayer |

|              |           |             |
| Emmerich 79’ | Marcatori | 27’ Skoblar |

| Arbitro: | Heumann |

|               |           |                    |
| Kentschke 25’ | Marcatori | 42’ Paul 51’ Weist |

| Arbitro: | Horstmann |

|                           |           |  |
| Weist 15’ Paul 43’ (rig.) | Marcatori |  |

| Arbitro: | Riegg |

|                      |           |  |
| Schulz 5’ Seeler 19’ | Marcatori |  |

| Arbitro: | Ott |

|  |           |                |
|  | Marcatori | 29’ van Haaren |

| Berlino 3 maggio 1969, ore 15:30 CET 24ª giornata | Hertha Berlino | 0 – 0 referto | Borussia Dortmund | Stadio Olimpico (67 000 spett.)\| Arbitro: \| Kreitlein \| |
| Arbitro:                                          | Kreitlein      |               |                   |                                                            |

| Arbitro: | Herden |

|  |           |                     |
|  | Marcatori | 27’ (aut.) Trimhold |

| Arbitro: | Wengenmayer |

|                      |           |  |
| Budde 4’ (rig.), 54’ | Marcatori |  |

| Arbitro: | Kreitlein |

|                                |           |           |
| Kurrat 11’ (rig.) Emmerich 73’ | Marcatori | 86’ Grzyb |

| Arbitro: | Rögner |

|                          |           |                                   |
| Arnold 17’ Entenmann 73’ | Marcatori | 51’ Emmerich 53’ (aut.) Entenmann |

| Arbitro: | Fritz |

|  |           |             |
|  | Marcatori | 89’ Schmidt |

| Arbitro: | Ott |

|                      |           |           |
| Höttges 37’ Rupp 44’ | Marcatori | 38’ Wosab |

| Arbitro: | Basedow |

|                            |           |                |
| Emmerich 23’ Held 70’, 84’ | Marcatori | 78’ Hermandung |

| Arbitro: | Tschenscher |

|                   |           |           |
| Rühl 10’ Löhr 26’ | Marcatori | 44’ Weist |

| Arbitro: | Geng |

|                              |           |                            |
| Küppers 2’ Müller 65’ (rig.) | Marcatori | 22’ Emmerich 59’ Neuberger |

| Arbitro: | Ott |

|                                     |           |  |
| Trimhold 9’ Weist 38’ Neuberger 52’ | Marcatori |  |

### Coppa di Germania
| Arbitro: | Schäfer |

|                                                   |           |                    |
| Bellut 6’, 51’, 74’ Grabowski 16’, 62’ Nickel 52’ | Marcatori | 69’ Held 76’ Weist |

## Statistiche

### Statistiche di squadra
| Competizione      | Punti | In casa | In casa | In casa | In casa | In casa | In casa | In trasferta | In trasferta | In trasferta | In trasferta | In trasferta | In trasferta | Totale | Totale | Totale | Totale | Totale | Totale | DR |
| Competizione      | Punti | G       | V       | N       | P       | Gf      | Gs      | G            | V            | N            | P            | Gf           | Gs           | G      | V      | N      | P      | Gf     | Gs     | DR |
| ----------------- | ----- | ------- | ------- | ------- | ------- | ------- | ------- | ------------ | ------------ | ------------ | ------------ | ------------ | ------------ | ------ | ------ | ------ | ------ | ------ | ------ | -- |
| Bundesliga        | 30    | 17      | 9       | 3       | 5       | 29      | 20      | 17           | 2            | 5            | 10           | 20           | 34           | 34     | 11     | 8      | 15     | 49     | 54     | -5 |
| Coppa di Germania | -     | 0       | 0       | 0       | 0       | 0       | 0       | 1            | 0            | 0            | 1            | 2            | 6            | 1      | 0      | 0      | 1      | 2      | 6      | -4 |
| Totale            | 30    | 17      | 9       | 3       | 5       | 29      | 20      | 18           | 2            | 5            | 11           | 22           | 40           | 35     | 11     | 8      | 16     | 51     | 60     | -9 |

### Andamento in campionato
| Giornata  | 1  | 2  | 3  | 4  | 5  | 6  | 7  | 8  | 9  | 10 | 11 | 12 | 13 | 14 | 15 | 16 | 17 | 18 | 19 | 20 | 21 | 22 | 23 | 24 | 25 | 26 | 27 | 28 | 29 | 30 | 31 | 32 | 33 | 34 |
| --------- | -- | -- | -- | -- | -- | -- | -- | -- | -- | -- | -- | -- | -- | -- | -- | -- | -- | -- | -- | -- | -- | -- | -- | -- | -- | -- | -- | -- | -- | -- | -- | -- | -- | -- |
| Luogo     | C  | T  | C  | T  | C  | T  | C  | T  | C  | T  | C  | T  | C  | T  | C  | C  | T  | T  | C  | T  | C  | T  | C  | T  | C  | T  | C  | T  | C  | T  | C  | T  | T  | C  |
| Risultato | P  | N  | P  | P  | V  | P  | N  | N  | V  | P  | V  | P  | V  | V  | N  | V  | P  | P  | N  | V  | V  | P  | P  | N  | P  | P  | V  | N  | P  | P  | V  | P  | N  | V  |
| Posizione | 15 | 14 | 16 | 17 | 14 | 18 | 17 | 16 | 15 | 16 | 14 | 17 | 15 | 11 | 10 | 8  | 12 | 12 | 13 | 10 | 9  | 9  | 10 | 10 | 14 | 16 | 14 | 13 | 16 | 17 | 17 | 18 | 17 | 16 |

Legenda:

Luogo: C = Casa; T = Trasferta. Risultato: V = Vittoria; N = Pareggio; P = Sconfitta.

### Statistiche dei giocatori
| Giocatore     | Bundesliga | Bundesliga | Bundesliga  | Bundesliga | Coppa di Germania | Coppa di Germania | Coppa di Germania | Coppa di Germania | Totale   | Totale | Totale      | Totale     |
| Giocatore     | Presenze   | Reti       | Ammonizioni | Espulsioni | Presenze          | Reti              | Ammonizioni       | Espulsioni        | Presenze | Reti   | Ammonizioni | Espulsioni |
| ------------- | ---------- | ---------- | ----------- | ---------- | ----------------- | ----------------- | ----------------- | ----------------- | -------- | ------ | ----------- | ---------- |
| R. Assauer    | 18         | 1          | 0           | 0          | 1                 | 0                 | 0                 | 0                 | 19       | 1      | 0           | 0          |
| K. Beckfeld   | 4          | 0          | 0           | 0          | 0                 | 0                 | 0                 | 0                 | 4        | 0      | 0           | 0          |
| K. Brakelmann | 28         | 0          | 0           | 0          | 1                 | 0                 | 0                 | 0                 | 29       | 0      | 0           | 0          |
| L. Emmerich   | 33         | 12         | 0           | 0          | 1                 | 0                 | 0                 | 0                 | 34       | 12     | 0           | 0          |
| D. Erler      | 18         | 1          | 0           | 0          | 1                 | 0                 | 0                 | 0                 | 19       | 1      | 0           | 0          |
| F. Groppe     | 3          | 0          | 0           | 0          | 0                 | 0                 | 0                 | 0                 | 3        | 0      | 0           | 0          |
| K. Günther    | 24         | 0          | 0           | 0          | 0                 | 0                 | 0                 | 0                 | 24       | 0      | 0           | 0          |
| H. Heeren     | 1          | 0          | 0           | 0          | 0                 | 0                 | 0                 | 0                 | 1        | 0      | 0           | 0          |
| S. Held       | 33         | 8          | 0           | 0          | 1                 | 1                 | 0                 | 0                 | 34       | 9      | 0           | 0          |
| J. Hofmeister | 3          | 0          | 0           | 0          | 0                 | 0                 | 0                 | 0                 | 3        | 0      | 0           | 0          |
| H. Kurrat     | 32         | 2          | 0           | 0          | 1                 | 0                 | 0                 | 0                 | 33       | 2      | 0           | 0          |
| F. Lehmann    | 9          | 2          | 0           | 0          | 0                 | 0                 | 0                 | 0                 | 9        | 2      | 0           | 0          |
| W. Neuberger  | 25         | 8          | 0           | 0          | 1                 | 0                 | 0                 | 0                 | 26       | 8      | 0           | 0          |
| W. Paul       | 17         | 2          | 0           | 0          | 1                 | 0                 | 0                 | 0                 | 18       | 2      | 0           | 0          |
| G. Peehs      | 25         | 0          | 0           | 0          | 0                 | 0                 | 0                 | 0                 | 25       | 0      | 0           | 0          |
| T. Redder     | 19         | 0          | 0           | 0          | 1                 | 0                 | 0                 | 0                 | 20       | 0      | 0           | 0          |
| W. Sturm      | 27         | 2          | 0           | 0          | 1                 | 0                 | 0                 | 0                 | 28       | 2      | 0           | 0          |
| W. Szaule     | 4          | 0          | 0           | 0          | 0                 | 0                 | 0                 | 0                 | 4        | 0      | 0           | 0          |
| H. Trimhold   | 24         | 1          | 0           | 0          | 1                 | 0                 | 0                 | 0                 | 25       | 1      | 0           | 0          |
| W. Weist      | 17         | 7          | 0           | 0          | 1                 | 1                 | 0                 | 0                 | 18       | 8      | 0           | 0          |
| B. Wessel     | 14         | 0          | 0           | 0          | 1                 | 0                 | 0                 | 0                 | 15       | 0      | 0           | 0          |
| R. Wosab      | 28         | 2          | 0           | 0          | 0                 | 0                 | 0                 | 0                 | 28       | 2      | 0           | 0          |